# Barts Neverending Network

Logo

Barts Neverending Network (BNN) war eine Rundfunkgesellschaft innerhalb des Publieke Omroep, des öffentlich-rechtlichen Rundfunks in den Niederlanden. BNN produzierte vorwiegend Sendungen für Jugendliche und junge Erwachsene. Am 1. Januar 2014 fusionierte sie mit der Rundfunkgesellschaft VARA zur neuen Rundfunkgesellschaft BNN-VARA. Die Sendungen wurden seit dem 24. August 2017 unter dem Namen BNNVARA ausgestrahlt. Die Rundfunkgesellschaften BNN und VARA fusionierten am 1. September 2018 offiziell.
BNN startete ursprünglich als Fernsehsendung beim Privatsender Veronica. Zwei Jahre später schloss man sich dem Publieke Omroep an und produzierte als Rundfunkveranstalter mehrere Sendungen für den öffentlich-rechtlichen Hörfunk und das öffentlich-rechtliche Fernsehen. Der Name BNN (ursprünglich Bart’s News Network) war eine Parodie auf den Namen des Senders CNN und bezog sich auf den Gründer, Bart de Graaff, der Mai 2002 im Alter von 35 Jahren an einer Nierenerkrankung verstarb. Seitdem wurde die Bezeichnung von BNN umbenannt in Barts Neverending Network.
BNN-Sendungen wurden seit der Neuausrichtung der niederländischen Fernsehprogramme im Herbst 2006 vorwiegend auf NPO 3 ausgestrahlt. BNN produzierte u. a. die niederländische Version des sehr bekannten Top of the Pops, verschiedene Jugendserien und auch mehrere Musikprogramme.

## De Grote Donorshow
Im Juni 2007 wurde der Sender aufgrund der Ankündigung einer Transplantationsshow De Grote Donorshow der Firma Endemol, in der Zuschauer per SMS über die Vergabe einer Niere entscheiden sollten, scharf kritisiert. Die Ankündigung löste eine große Welle der Empörung aus. Kurz vor der Entscheidung in der Sendung gab der Sender bekannt, dass die Show nur fingiert war. Die vermeintliche Spenderin sei die Schauspielerin Leonie Gebbink und die gezeigten (tatsächlich kranken) Empfänger-Kandidaten im Voraus informiert gewesen. Ziel der Inszenierung sei gewesen, auf das geringe Spendenaufkommen in den Niederlanden hinzuweisen, teilweise auch zu Ehren des am Sendetag genau vor fünf Jahren verstorbenen Gründers, Bart de Graaff.
Nach der Ausstrahlung wurde in den Niederlanden ein signifikanter Anstieg von Organspenden verzeichnet: Statt 3.000 bis 4.000 Spenden pro Monat wurde eine Anzahl von 12.000 Neuspendern verzeichnet.